# Thomas Jefferson et l'esclavage
Pour un article plus général, voir Thomas Jefferson.

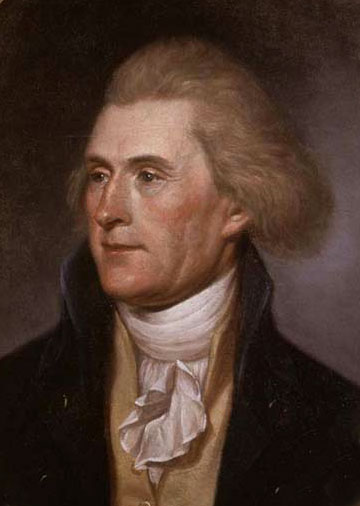
Thomas Jefferson.

Thomas Jefferson est à la fois un planteur esclavagiste et un homme politique aux idées libérales. Comme d'autres personnalités du XVIIIe siècle, il avait des idées sur la question de l'esclavage. Ses opinions et ses décisions ont évolué en fonction des événements et de son parcours personnel.
La question des esclaves noirs révèle les contradictions de la pensée jeffersonienne ainsi que la part d'ombre de sa vie privée. Jefferson utilisait l'euphémisme « l'institution particulière » pour désigner l'esclavage, question à laquelle il a réfléchi toute sa vie.

## Statut de planteur et propriétaire

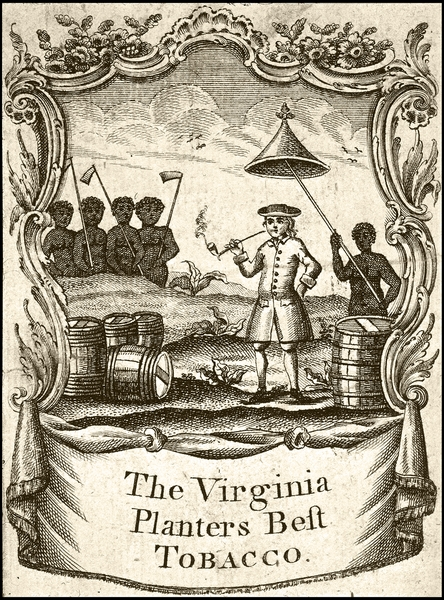
Publicité pour du tabac produit dans les plantations de Virginie.

Jefferson avait lui-même des esclaves, dont le nombre évolua : 200 en 1784 puis 150 en 1794.
Comme les autres planteurs du Sud, Jefferson utilise cette main-d’œuvre servile pour cultiver ses champs de tabac et met en avant le fait qu'il est fortement endetté. En Virginie, une bonne partie des planteurs de tabac revendent leurs esclaves dans les années 1790, quand leur prix monte car la traite se réduit et le boom du coton dans l'État de la Géorgie crée une forte demande.
Il fait partie des très nombreux propriétaires d'esclaves qui ont été pénalisés pendant la guerre d'indépendance des États-Unis, quand plusieurs dizaines de milliers d'esclaves furent libérés par les Anglais entre 1775 et 1784, la majorité d'entre eux parvenant à s'enfuir définitivement. Lui-même en perd une vingtaine.

## Intérêt permanent pour la question
En 1769, dès qu'il fut élu député à l'assemblée de Virginie, Jefferson propose une loi interdisant l'importation d'esclaves : sa proposition a été finalement repoussée.
Le thème de l’esclavage revient souvent dans son abondante correspondance, notamment avec le Français Condorcet. Près de trois décennies après sa proposition de 1769, dans une lettre de 1796 adressée au quaker Robert Pleasants (en) il suggère que le gouvernement de Virginie fonde un système d'éducation publique pour les esclaves. 

## Déclaration d'indépendance de 1776
Il milite au Congrès des États-Unis en faveur de la suppression de l'esclavage. Les historiens ont ainsi montré que Thomas Jefferson était bien le principal rédacteur de la Déclaration d'indépendance du 4 juillet 1776. Son texte initial « réprouvait l'esclavage des populations africaines » mais la résistance de la Caroline du Sud ne cessa que lorsque cette clause fut rayée par le Congrès. En 1778, Jefferson fait voter la suppression de la traite en Virginie, alors qu'elle s'effectue principalement en mer, mais pas celle de l'esclavage et en 1782, il se contente de faire passer une loi facilitant l’affranchissement personnel des esclaves en Virginie.

## Thomas Jefferson et Phillis Wheatley

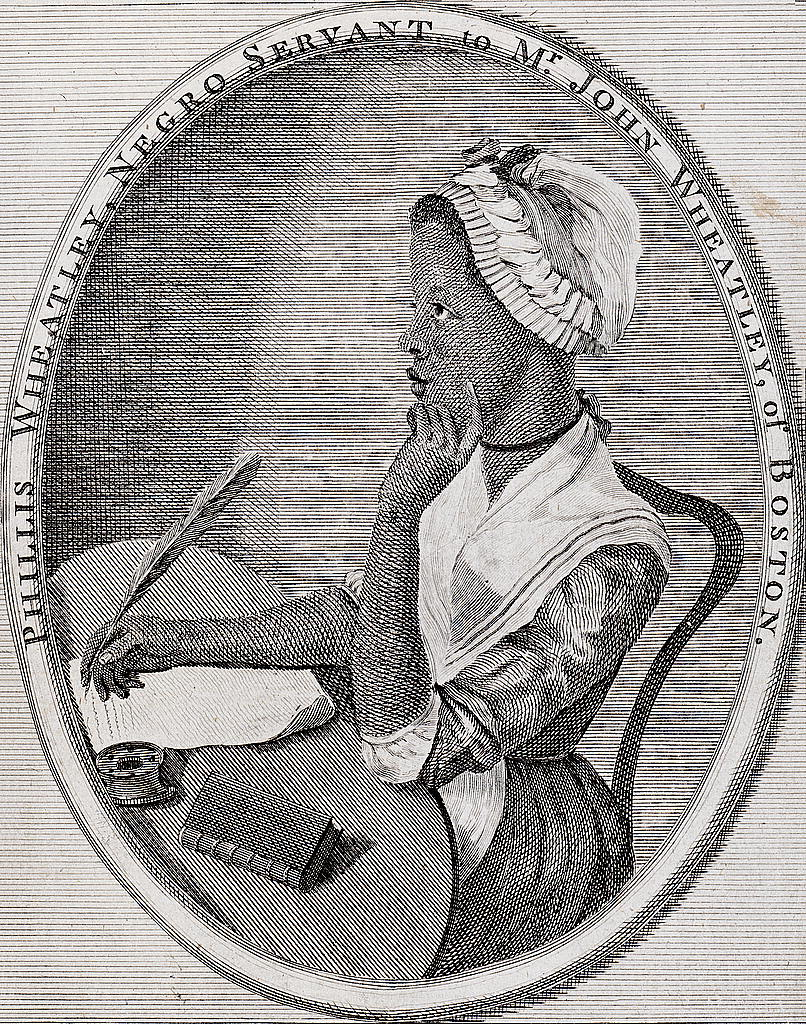
Phillis Wheatley.

Dès 1767, une jeune poète Phillis Wheatley, une esclave africaine de Boston, commence à faire parler d'elle, un ses poèmes vient d'être publié dans le Newport Mercury alors qu'elle n'est âgée que de 14 ans,,. Phillis Wheatley continue de publier, son succès est tel dans les salons bostoniens qu'il suscite des controverses, le contexte culturel britannique est empreint d'une idée selon laquelle les Européens seraient supérieurs aux autres peuples, idée relayée entre autres par le philosophe David Hume et reprise même par Emmanuel Kant qui commentant David Hume, écrit que même parmi les Noirs affranchis présents un peu partout dans le Nouveau Monde, aucun d'entre eux n'a montré de capacités particulières. Dans un premier temps, Thomas Jefferson estimaient que les Africains étaient apparentés aux singes, même s'il encouragera la création d'écoles pour les Afro-Américains. Dans ce contexte de racisme oscillant entre le paternalisme et le mépris, les écrits de Phillis Wheatley sont une bombe remettant en question les idées reçues de l'époque. Des questions se posent, est-elle bien l'auteure de ses poèmes ? Si Phillis Wheatley était bien l'auteure de ses écrits, alors cela serait la démonstration que les Africains sont bel et bien des êtres humains au même titre que les Blancs et qu'ils doivent être affranchis, en revanche si la poète n'était qu'un perroquet répétant les mots appris par cœur cela serait une autre chose. C'est pourquoi il fallait trancher la question au sein d'une assemblée qui vérifierait l'authenticité des écrits de la jeune femme. C'est dans ce climat particulier, que sur l'initiative de John et Susannah Wheatley, ses propriétaires, est organisée une réunion où Phillis Wheatley pourra faire la preuve de son talent littéraire. Par delà son cas c'est l'humanité des Africains qui sera examinée. Cet événement a lieu le 8 octobre 1772, y sont conviés un aréopage de 18 notables de Boston, qui de façon générale, devront répondre à la question : « Un Nègre est-il capable de produire des œuvres littéraires ? » Cette assemblée qui prenait une tournure d'examen voire d'investigation se tint dans la maison municipale de Boston. Phillis Wheatley se présente avec les manuscrits de 12 de ses poèmes. Parmi les personnes qui vont la questionner, il y a des personnes qu'elle connait déjà, car faisant partie du cercle d'amis de sa maîtresse et mentor Susannah Wheatley, comme Thomas Hutchinson, James Bowdouin, John Hancock, Thomas Young. Siègent également Andrew Oliver, le révérend Mather Byles (en), Joseph Green (poet) (en), le révérend Samuel Cooper (clergyman) (en), le révérend Samuel Mather, Thomas Hubbard (un marchand d'esclaves), le révérend Charles Chauncy (1705–1787) (en),,.

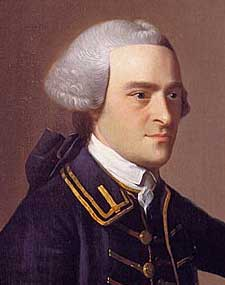
John Hancock.

Les échanges entre Phillis Wheatley et ses examinateurs n'ont pas été transcrits, mais à la fin, de façon unanime, ils signent une déclaration dans laquelle, ils attestent « à la face du monde » que Phillis Wheatley est bel et bien l'auteure des poèmes qui lui sont attribués et qu'elle possède toutes les compétences pour cela. Cette attestation sera reprise dans la préface de son livre, Poems on Various Subjects, Religious and Moral, édité en 1773 à Londres, où il avait été publié faute d'avoir été accepté à Boston. Phillis Wheatley et son fils aîné Nathaniel Wheatley se rendent alors à Londres, où Selina Hastings, comtesse de Huntingdon, et le comte de Dartmouth aident à sa publication, où la critique fut positive,.

### Les controverses
Les suites de cet examen réussi qui permettra et la publication de son livre ne sont pas seulement la reconnaissance de Phillis Wheatley comme auteure elle est aussi la première reconnaissance de la littérature noire américaine et des aptitudes des Noirs à écrire de la poésie, à contribuer à la culture. C'est pourquoi ce livre sera lu et commenté parce que renversant les opinions racistes, ainsi Voltaire écrit que « l’œuvre de Phillis est la preuve que les Noirs peuvent écrire de la poésie ». Très rapidement dans les cercles des Lumières, Phillis Wheatley devient un sujet de discussion, elle devient une célébrité au sein des salons européens. Cette reconnaissance fait que Phillis Wheatley sera surnommée la « Mère de la littérature afro-américaine »,,.
Cela dit, dans la Nouvelle-Angleterre, les opinions sur la reconnaissance des Africains comme personnes humaines à part entière vont être diverses.

### Les réticences de Thomas Jefferson

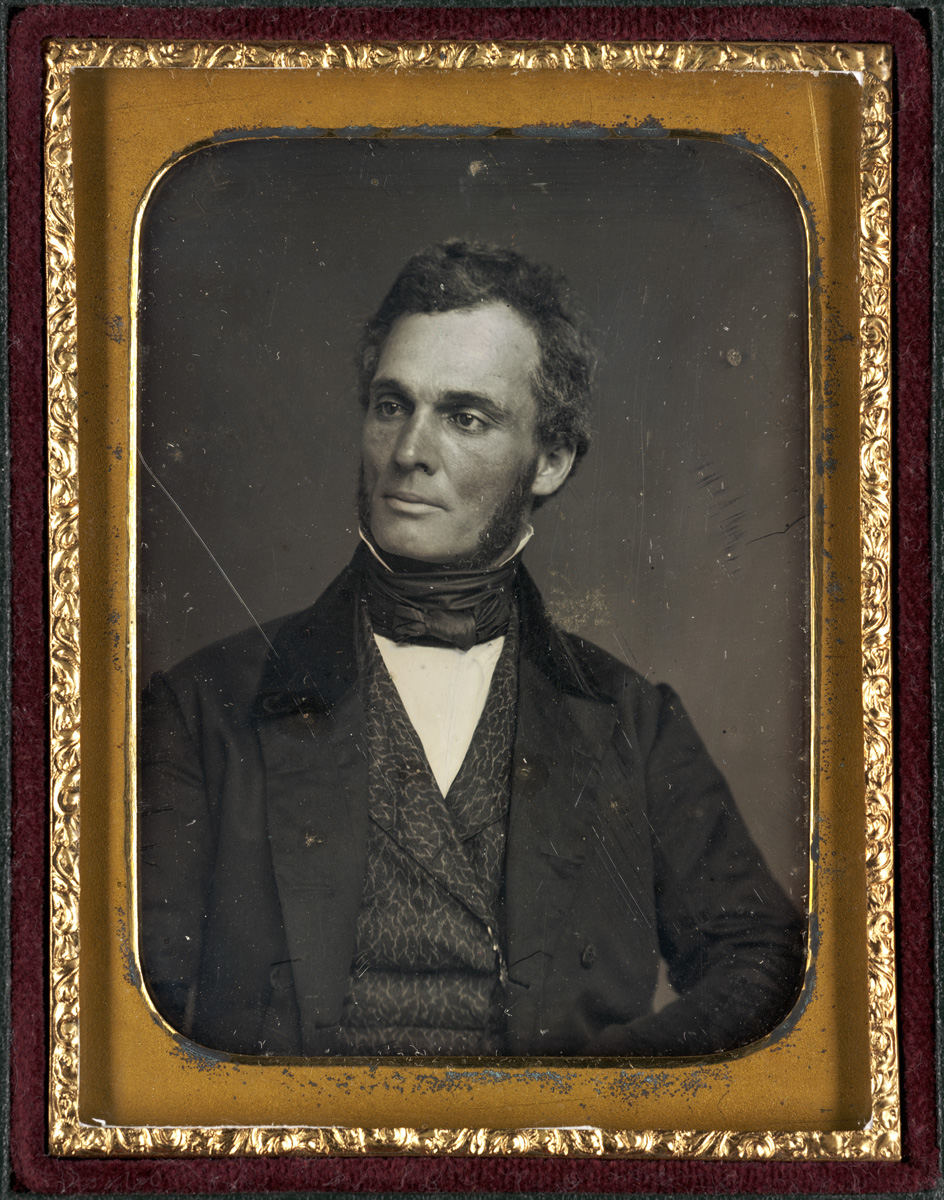
Robert Purvis.

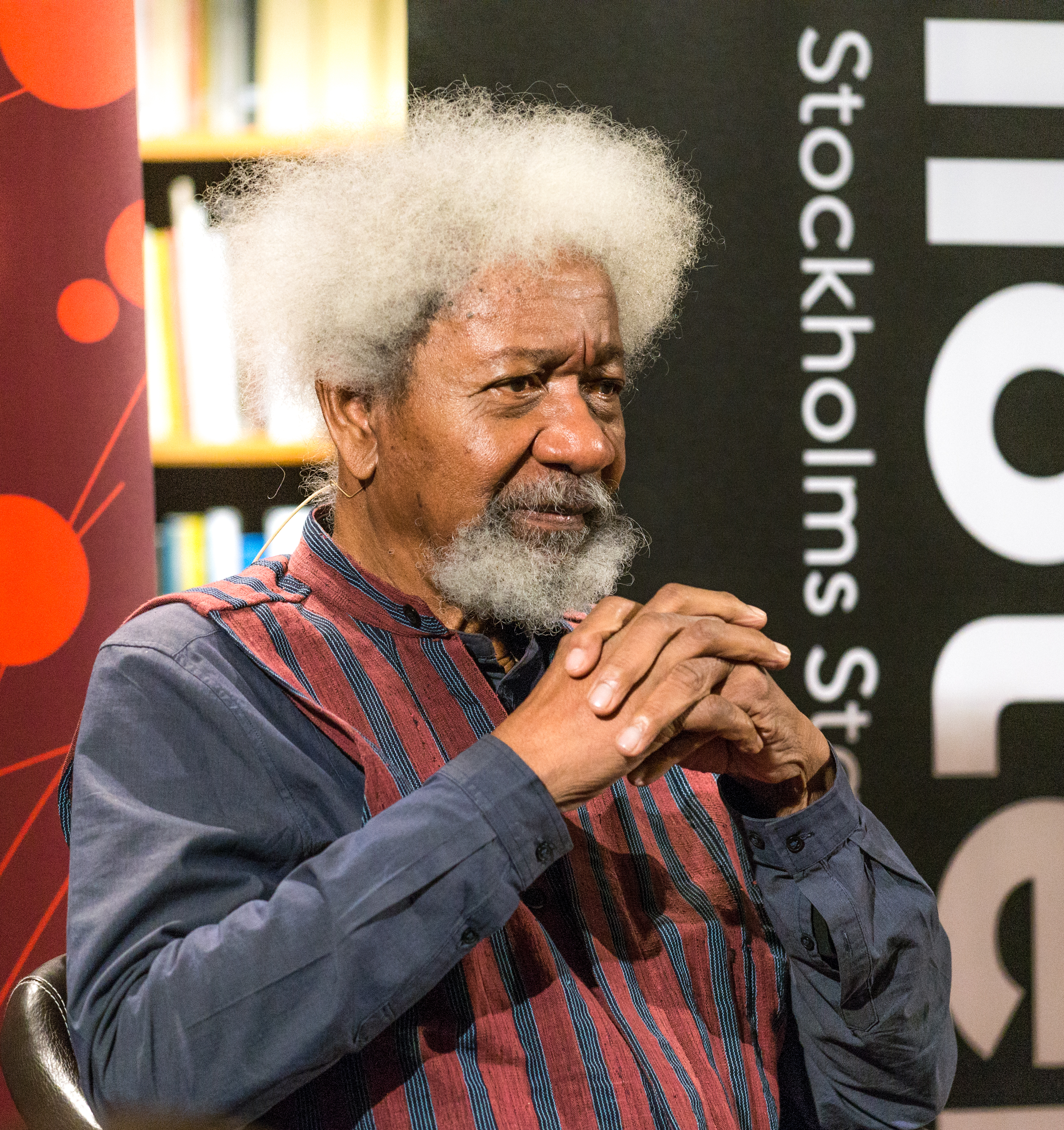
Wole Soyinka.

Si l'œuvre de Phillis Wheatley est utilisée par les abolitionnistes comme Benjamin Franklin et autres membres de la Pennsylvania Abolition Society d'autres comme Thomas Jefferson émettent des réserves, ainsi il écrit : « Certes, la religion a généré une Phillis Wheatley, mais pas une poète, les poèmes parus sous son nom ne méritent point qu'on s'y attarde pour les commenter ». Si Thomas Jefferson n'apparente plus les Africains aux singes, il reconnait qu'ils sont dotés d'une âme, qu'ils appartiennent à l'humanité, mais restreint leurs capacités cognitives à l'expression des sentiments et de la foi religieuse, mettant en doute leurs capacités dans les domaines scientifiques, par ailleurs il reconnait que le développement des Africains dépend de l'environnement et se montre favorable à leur procurer un enseignement scolaire, mais un enseignement scolaire ségrégué et paradoxalement lors de sa présidence (1801-1809), il soutiendra un projet de loi, l'Act Prohibiting Importation of Slaves, promulgué le 2 mars 1807 qui interdit la traite négrière à partir du 1er janvier 1808. Les réticences de Thomas Jefferson, de par son autorité en tant qu'un des Pères fondateurs des États-Unis, seront reprises par bien des personnes pour justifier l'infériorité des Noirs vis-à-vis des Blancs et le maintien de l'esclavage. La reconnaissance de Phillis Wheatley est donc une demi-victoire. L'un des buts des mouvements d'émancipation menés par des Afro-Américains sera de montrer la fausseté de l'opinion de Thomas Jefferson. La dénonciation de l'idée fausse que Thomas Jefferson aurait été un anti-esclavagiste, commencera avec l'un des leaders de la communauté Afro-américaine de Philadelphie, Robert Purvis (1810-1898). Ce dernier rappelle que Thomas Jefferson était un propriétaire d'esclaves, qu'il a vendu la fille qu'il avait eu avec Sally Hemings, une de ses esclaves afro-américaines. L'abolitionniste afro-américain David Walker (abolitionniste) écrira de nombreux pamphlets ridiculisant le racisme de Thomas Jefferson, et d'autres Afro-Américains comme William Hamilton (abolitionist) (en), Charles Lenox Remond (en) ou Charlotte Forten lui emboîteront le pas. Frederick Douglass tout en saluant en Thomas Jefferson le cofondateur des institutions américaines signale également son refus à accorder la citoyenneté aux Afro-Américains, James McCune Smith (en) tiendra les mêmes propos. Derrière ces débats qui perdureront jusqu’à l'attribution du prix Nobel de littérature au Nigérien Wole Soyinka plane le fantôme de Phillis Wheatley.

## Notes sur l'État de la Virginie de 1781

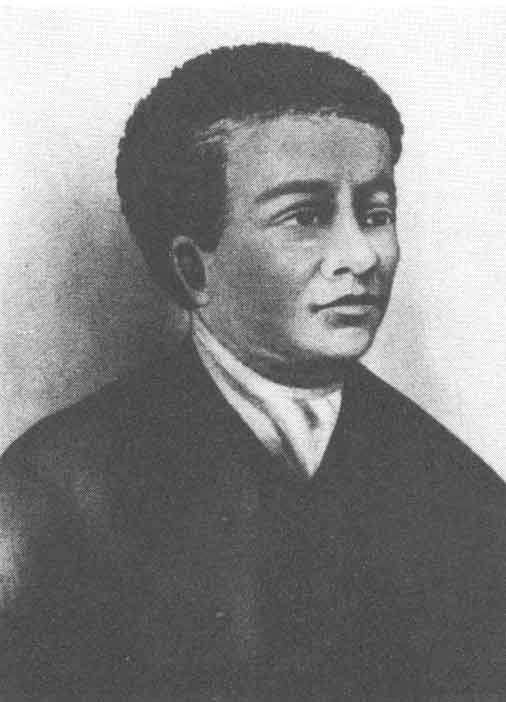
Le mathématicien noir Benjamin Banneker.